# Halfweg (film)
Halfweg is een Vlaamse dramafilm in een regie van Geoffrey Enthoven uit 2014. Het scenario is van de hand van Pierre De Clercq. Hoofdrolspelers zijn Evelien Bosmans, Koen De Graeve, Jurgen Delnaet en Gilles De Schryver.
De opnames vonden plaats in en rond de Villa Carpentier, een villa in Ronse ontworpen in 1899 door Victor Horta zowel qua architectuur als inrichting en tuinaanleg.

## Verhaal
Stef, architect en blaaskaak, is aan het scheiden van zijn echtgenote. Hij heeft een mooie villa aan een scherpe prijs kunnen kopen en verhuist ernaartoe om zijn leven opnieuw op poten te zetten. In het huis botst hij voortdurend op Theo, enkel gekleed in een korte broek en een handdoek, die hij eerst voor een zwerver houdt. Stef kan Theo zien maar staat daar alleen mee. De twee strijden steeds harder. Stef ontdekt dat Theo de vorige eigenaar van het huis is en een paar jaar terug is overleden. Alles komt tot rust, tot Julie opduikt aan het huis en in het leven van Stef. Alleen kent Theo haar ook, Julie blijkt immers zijn dochter te zijn.

## Rolverdeling
| Acteur             | Personage |
| ------------------ | --------- |
| Koen De Graeve     | Stef      |
| Jurgen Delnaet     | Theo      |
| Gilles De Schryver | Robin     |
| Evelien Bosmans    | Julie     |
| Tom Audenaert      | Lionel    |
| Ella Leyers        | Rebecca   |
| Veerle Baetens     | Natalie   |
| Tiny Bertels       | Ellen     |
| Herwig Ilegems     | Max       |
| Gunther Lesage     | Karl      |
| Jos Verbist        | Dr. Paul  |